# Grenze zwischen Algerien und Libyen

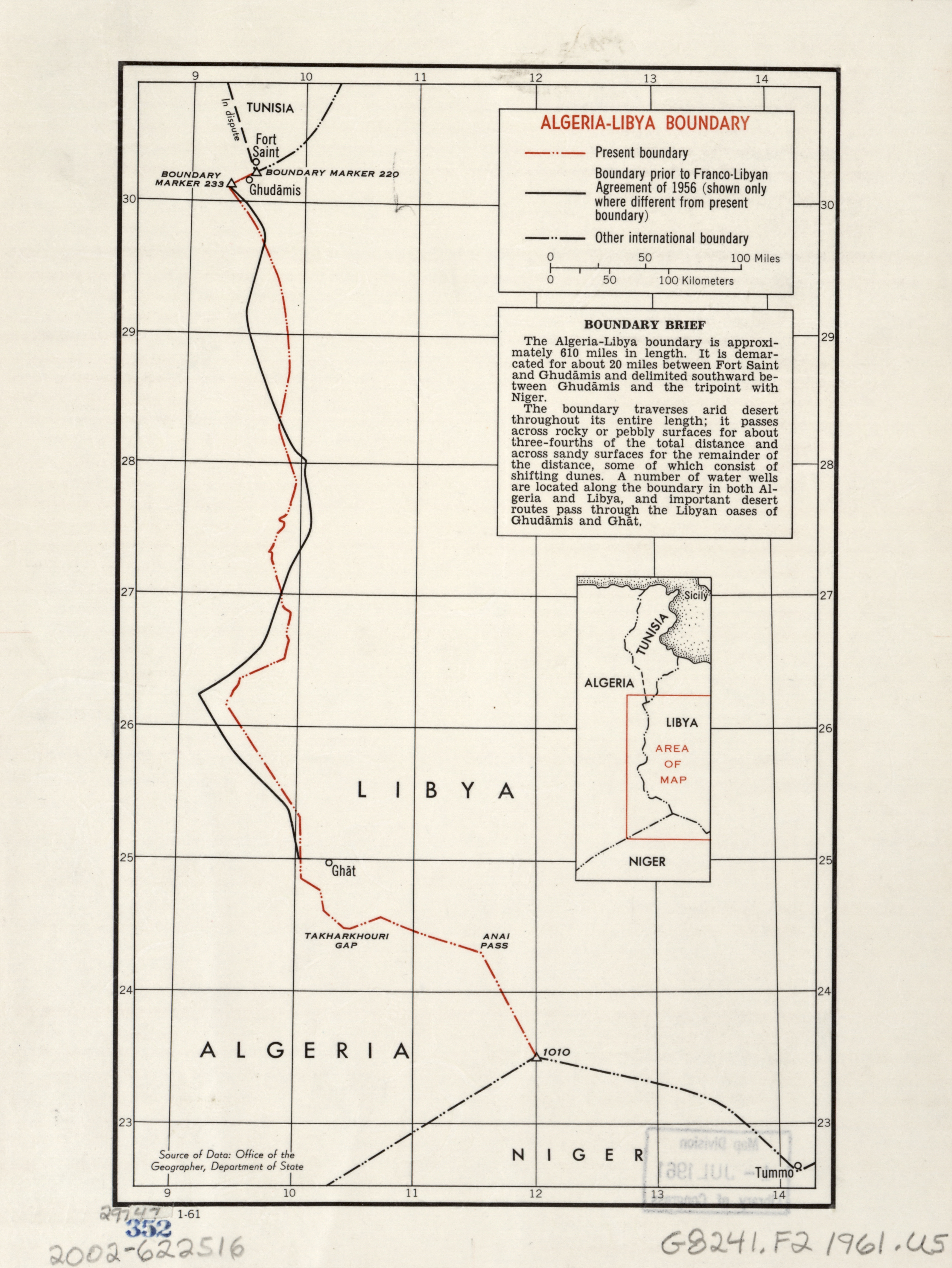
Karte des Grenzverlaufs

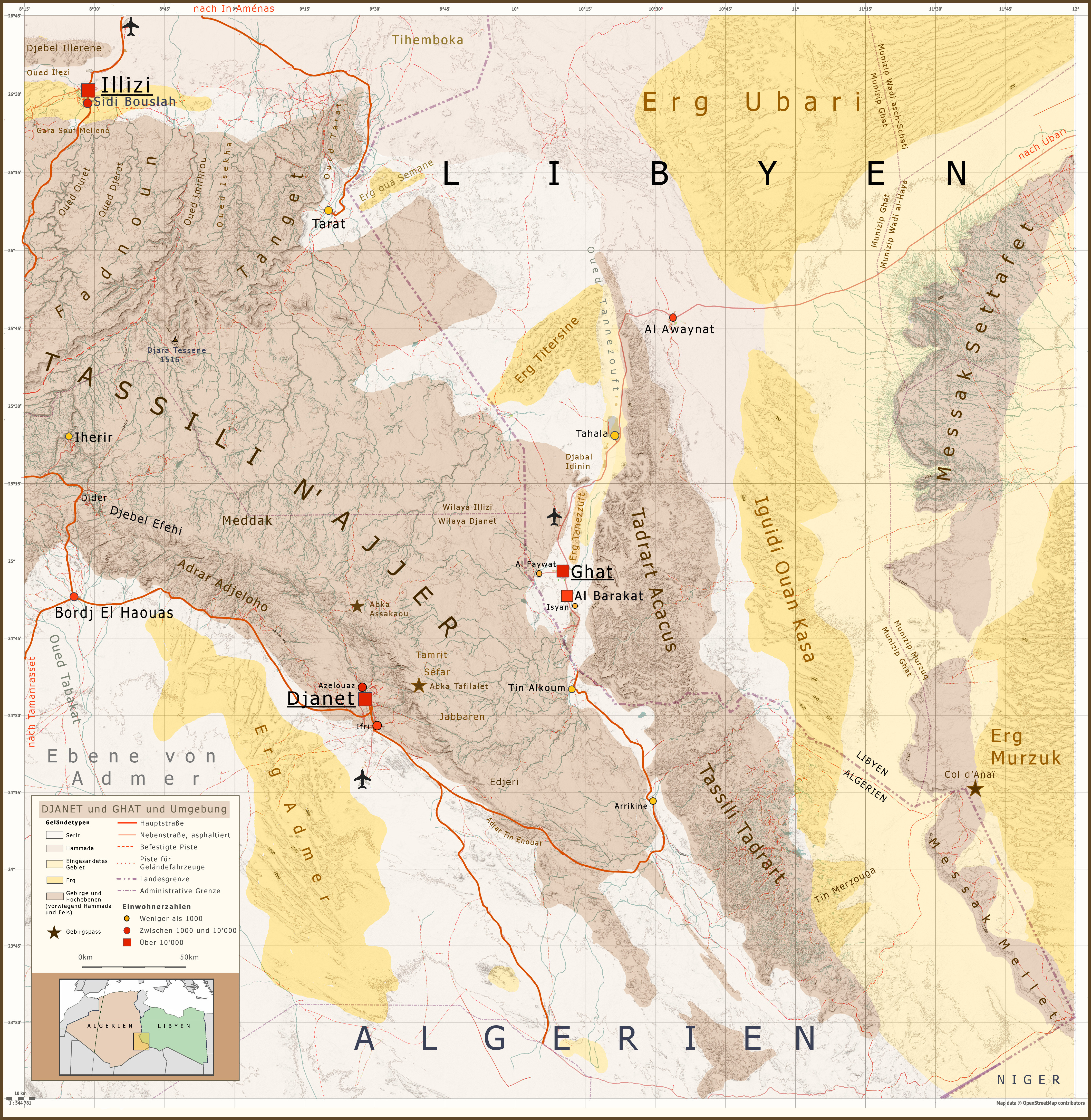
Karte des südlichen Grenzverlaufs

Die Grenze zwischen Algerien und Libyen trennt als internationale Grenze diese beiden Staaten. Ihr Verlauf geht auf die Inbesitznahme der türkischen Besitzungen in Tripolitanien und der Kyrenaika in den Jahren 1911/12 zurück. Die Grenze ist 982 km lang. Der südliche Teil ist noch umstritten.

## Geschichte
Algerien kam ab den 1830er Jahren unter französische Herrschaft. Im Vilâyet Tripolitanien hielt sich die ottomanische Herrschaft bis 1911 (Italienisch-Türkischer Krieg). 1912 erfolgte im Frieden von Ouchy die Abtretung an das Königreich Italien. In einem Vertrag vom 12. September 1912 wurde die Grenze zwischen Algerien und Tripolitanien, das 1934 in Italienisch-Libyen aufging, festgelegt. Nach dem Zweiten Weltkrieg war Libyen zunächst von Frankreich und vom Vereinigten Königreich besetzt; 1951 erlangte es seine Unabhängigkeit. Eine Grenzrevision im Bereich zwischen Ghadames und Ghat erfolgte 1956. 1962 wurde Algerien unabhängig.
Das südlichste Drittel der Grenze, von Ghat in südöstlicher Richtung bis zum Dreiländereck mit der Republik Niger, wurde von den ehemaligen Kolonialmächten Frankreich und Italien nur sehr allgemein abgegrenzt, und seine Ausrichtung zwischen Algerien und Libyen ist bis heute umstritten, insbesondere der Abschnitt zwischen dem Anai-Pass und dem Dreiländereck. Verhandlungen zwischen Libyen und Algerien zur Beilegung dieser Grenzstreitigkeiten wurden 2011, nach dem Sturz des Gaddafi-Regimes, sistiert und wurden seither nicht mehr aufgenommen.

## Grenzverlauf
Die Grenze beginnt am Dreiländereck (Grenzstein 220 – Fort Saint -; 30°14'24"N, 9°34'48"E) mit Tunesien knapp nördlich vom libyschen Ghadames, führt von dort nach Südwesten zum Grenzstein 233 (Garet El Hamel) und weiter in generell südlicher Richtung auf algerischer Seite an Debdeb, In Aménas, Edjeleh und Zarzaitine und auf libyscher Seite an Al Birkah vorbei bis Ghat (mit einem Vorsprung nach Westen bei Tarat (Algerien) am Rand des Fadnoun-Plateaus). Südlich von Ghat wendet sich die Grenze über Tin Alkoum nach Südosten und führt weiter in geraden Linien am Westrand der Sandwüste Erg Murzuk über den Anai-Pass zum fast exakt auf dem Wendekreis des Krebses gelegenen Dreiländereck mit der Republik Niger (23°30'54.0" N, 11°59'54.6" E).